# Il quartiere di Vyborg
Il quartiere di Vyborg (Выборгская сторона - Vyborgskaja storona) è un film del 1938 diretto da Grigorij Michajlovič Kozincev e Leonid Trauberg.

## Trama
Nel 1910 Massimo (Boris Čirkov) è un giovane operaio innamorato di Natasha (Valentina Kibardina); dopo aver conosciuto un vecchio militante bolscevico, decide di diventarlo anch'esso e prende parte alla lotta clandestina, venendo poi arrestato. Dopo la Rivoluzione d'ottobre nel 1917 diventa commissario politico e viene incaricato della nazionalizzazione d'una banca e arriva a conoscere Lenin e Stalin.